# Пиолтело
Пиолтѐло (на италиански: Pioltello, на западноломбардски: Piultèll, Пиултел) е град и община в Северна Италия, провинция Милано, регион Ломбардия. Разположен е на 122 m надморска височина. Населението на общината е 36 314 души (към 2013 г.).